# Editto di ottobre
L'Editto di Ottobre fu un editto riguardante la proprietà agevolata e il libero uso della proprietà terriera, nonché le condizioni personali degli abitanti delle terre. Fu promulgato il 9 ottobre 1807, scritto dal nobile giurista Heinrich Friedrich Karl Reichsfreiherr vom und zum Stein (1757-1831), e fu l'inizio della politica di riforme prussiane. Queste riforme avevano lo scopo di riformare lo Stato prussiano dall'interno.

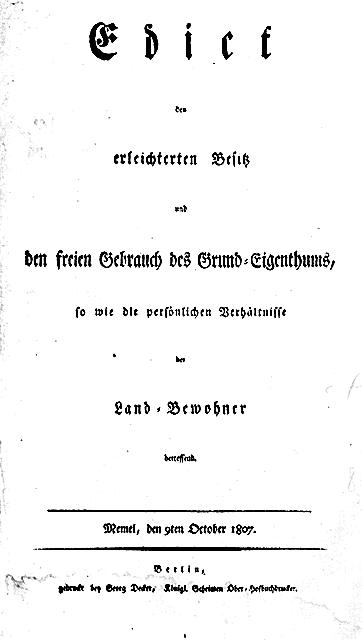
Frontespizio dell'Editto di Ottobre

## Effetti
L'Editto di Ottobre portò all'abolizione dell'ordine sociale di impostazione medievale in Prussia ed ebbe effetti di vasta portata fino all'11 novembre (Festa di San Martino) 1810:
- la liberazione di tutti i contadini dalla servitù della gleba e dalla servitù ereditaria (gerarchia patrimoniale);
- la libera scelta dell'occupazione e la libertà di commercio;
- la libertà di acquistare e vendere proprietà fondiarie
- la libertà di sposarsi, cioè l'abolizione dell'obbligo di ottenere una licenza di matrimonio dal proprietario.

I contadini con "miglior diritto di possesso", cioè coloro che potevano lasciare in eredità i loro poderi, furono esentati dalla servitù ereditaria con effetto immediato.
La liberazione dei contadini in Prussia fu ulteriormente influenzata dall'Editto normativo del 1811 promulgato il 14 settembre 1811.
Ogni nobile, cittadino e contadino poteva, in base all'Editto di ottobre, acquistare terreni, dividere liberamente il terreno o indebitarsi. Con la libertà di scelta professionale, i privilegi delle corporazioni furono gradualmente sostituiti dalla libertà di commercio. Inoltre, la polizia inferiore (esecutiva) e il sistema giudiziario (giudiziario) furono nazionalizzati.
Secondo l'Editto di Ottobre, ogni nobile, borghese e contadino poteva acquistare la terra, dividerla liberamente o indebitarsi. Attraverso la libera scelta dei mestieri, i privilegi delle corporazioni furono gradualmente sostituiti dalla libertà di commercio. Inoltre, la polizia di livello inferiore (esecutivo) e il sistema giudiziario furono nazionalizzati.

## Critica
Uno dei principali rappresentanti dell'alta nobiltà prussiana, il generale Friedrich August Ludwig von der Marwitz (1777-1837), criticò l'editto, poiché privava il secondo ordine (nobiltà) della posizione di potere e dei privilegi e aboliva l'ordinamento feudale, considerato attribuito da Dio, con alla guida nobiltà. Inoltre, la nobiltà fu indebolita economicamente e spesso gestire una professione in città per garantirsi la sopravvivenza poiché ora i borghesi cercavano soprattutto di diventare proprietari terrieri. Nella sua critica a Stein e al suo editto del 1807, Friedrich August Ludwig von der Marwitz condannò la nuova "classe di persone" chiamata abitanti delle campagne. Inoltre, sottolineò la situazione precaria dei contadini che scambiavano i proprietari terrieri con i creditori ma non potevano più contare, come in precedenza, sull'assistenza dei proprietari terrieri.